# Neomorphini
Neomorphini – plemię ptaków z podrodziny kleszczojadów (Crotophaginae) w rodzinie kukułkowatych (Cuculidae). 

## Zasięg występowania
Plemię obejmuje gatunki występujące w Ameryce.

### Podział systematyczny
Do plemienia należą następujące rodzaje:
- Tapera – jedynym przedstawicielem jest Tapera naevia – klinochwostka paskowana.
- Dromococcyx
- Morococcyx – jedynym przedstawicielem jest Morococcyx erythropygus – klinochwostka mała.
- Geococcyx
- Neomorphus